# Praeammoastuta
Praeammoastuta es un género de foraminífero bentónico de la subfamilia Ammoastutinae, de la familia Lituolidae, de la superfamilia Lituoloidea, del suborden Lituolina y del orden Lituolida. Su especie tipo es Praeammoastuta alberdingi. Su rango cronoestratigráfico abarca desde el Oligoceno hasta el Mioceno medio.

## Discusión
Clasificaciones previas incluían Praeammoastuta en el suborden Textulariina del orden Textulariida, o en el orden Lituolida sin diferenciar el suborden Lituolina.

## Clasificación
Praeammoastuta incluye a la siguiente especie:
- Praeammoastuta alberdingi